# مؤشرات قلبية
المؤشرات القلبية، هي مؤشرات حيوية تقاس لتقييم وظائف القلب. قد تكون هذه المؤشرات مفيدة في التنبؤ المبكر بالمرض أو في تشخيصه. تُستَخدَم المؤشرات غالبًا في سياق احتشاء عضلة القلب، ولكن تؤدي حالات أخرى إلى ارتفاع مستوى المؤشرات القلبية.
كانت معظم العلامات التي اختيرت عبارة عن إنزيمات، ونتيجةً لذلك، قد يُستخدم مصطلح الخمائر أو الإنزيمات القلبية. ومع ذلك، لا تعتبر جميع المؤشرات المستخدمة حاليًا إنزيمات. على سبيل المثال، في الاستخدام الرسمي، لا يعتبر التروبونين إنزيمًا قلبيًا.

## تطبيقات القياس
يُشكِّل قياس المؤشرات الحيوية القلبية خطوة نحو تشخيص الاضطراب. يؤكد التصوير القلبي التشخيص، ولكن يبقى قياس المؤشرات القلبية الأمر الأبسط والأقل تكلفة؛ فهي تنصح الطبيب بشأن ما إذا كان هناك ما يبرر الإجراءات المعقدة أو الغازية. في العديد من الحالات، تنصح الجمعيات الطبية الأطباء بجعل قياس المؤشرات القلبية إستراتيجية الاختبار الأولى، خاصةً لدى لمرضى المعرضين لخطر موت قلبي منخفض.
تستهدف العديد من منتجات التشخيص المختبري الخاصة بأمراض القلب الحادة الأسواق غير التقليدية، مثل غرفة طوارئ المشافي بدلًا من بيئة المستشفيات أو المختبرات السريرية التقليدية. إنَّ المنافسة في تطوير منتجات مؤشرات القلب التشخيصية وانتشارها في الأسواق الجديدة شديدة.
في الآونة الأخيرة، أدى التخريب المتعمد لعضلة القلب عن طريق استئصال الحاجز الكحولي إلى تحديد مؤشرات إضافية محتملة.

## الحدود

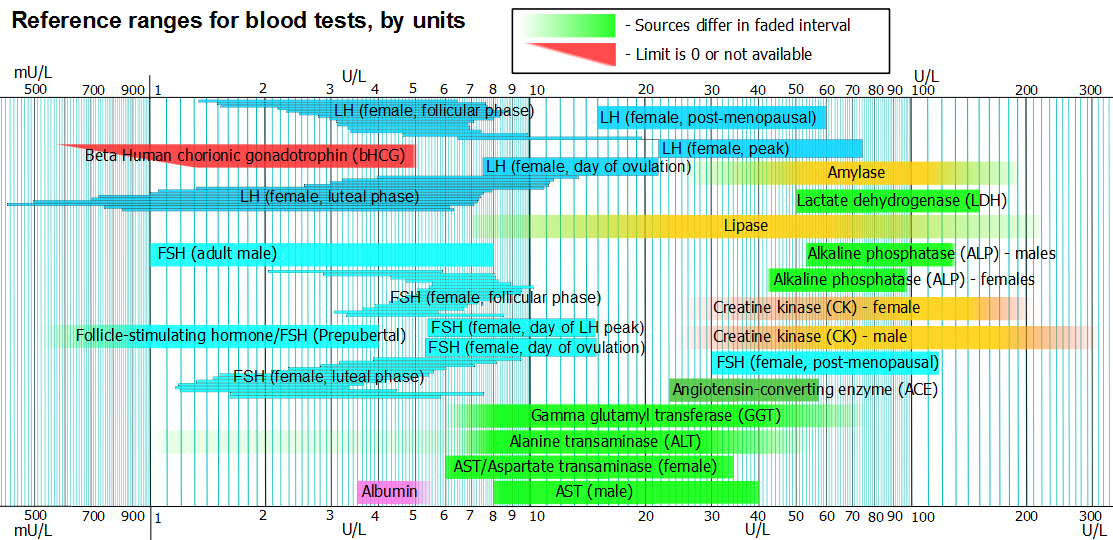
المجالات المرجعية للاختبارات الدموية مقاسةً بالوحدات، بما في ذلك العديد من المؤشرات القلبية

اعتمادًا على المؤشر، قد يستغرق الأمر ما بين ساعتين و24 ساعة حتى يرتفع مستواه في الدم. بالإضافة إلى ذلك، فإن معرفة مستويات المؤشرات أو الخمائر القلبية في المختبر يستغرق وقتًا طويلًا كما العديد من القياسات المخبرية الأخرى. وبالتالي، فإن المؤشرات القلبية ليست مفيدة في تشخيص احتشاء العضلة القلبية في المرحلة الحادة. تكون الحالة السريرية ونتيجة تخطيط القلب أكثر فائدة في الحالة الحادة.
ومع ذلك، كشفت الأبحاث في كلية بايلور للطب في عام 2010، أن استخدام رقائق النانو التشخيصية ومسحة من الخد، يساعد في قراءة المؤشرات القلبية من اللعاب. وبالتالي، يساهم ذلك إضافةً إلى نتيجة تخطيط القلب، في معرفة ما إذا كان الشخص يعاني من نوبة قلبية أم لا في غضون دقائق.